# Ichneumon stenocerus
Ichneumon stenocerus är en stekelart som beskrevs av Thomson 1887. Ichneumon stenocerus ingår i släktet Ichneumon och familjen brokparasitsteklar. Arten är reproducerande i Sverige. Inga underarter finns listade i Catalogue of Life.